# Gunter Henn
Gunter Henn (né le 2 février 1947 à Dresde) est un architecte allemand, principalement connu pour ses travaux de recherches et de conceptions de bâtiments administratifs.

## Publications
- Henn Architekten : Henn Architekten - Jahrbuch 2008. München/Berlin 2008,  (ISBN 978-3-00-026635-5)
- Thomas J. Allen, Gunter W. Henn : The Organization and Architecture of Innovation - Managing the Flow of Technology. Butterworth-Heinemann/Architectural Press, Amsterdam 2007,  (ISBN 978-0-7506-8236-7)
- Gunter Henn : Bugatti Molsheim. Junius, Hamburg 2005,  (ISBN 3-88506-568-1)
- Gunter Henn : Das Projekthaus. Junius, Hamburg 2004,  (ISBN 3-88506-560-6)
- Henn Architekten : Die Gläserne Manufaktur'. Junius Verlag, Hamburg 2003,  (ISBN 3-88506-543-6)
- Gunter Henn, Dirk Meyhöfer (Hrsg.) : Henn Architekten. Architektur des Wissens Architecture of Knowledge. Junius, Hamburg 2003
- Henn Architekten Ingenieure: Corporate Architecture. Autostadt Wolfsburg. Gläserne Manufaktur Dresden.. Galerie Aedes, Berlin 2000,  (ISBN 3-00-006209-2)